# 阿布拉潘帕

阿布拉潘帕（西班牙語：Abra Pampa），是阿根廷的城鎮，位於該國西北部胡胡伊省，是科奇諾卡縣的首府，距離拉基亞卡73公里，始建於1883年8月30日，海拔高度3,507米，2001年人口7,496。